# Ferrovia Bex-Villars-Bretaye
La ferrovia Bex-Villars-Bretaye (BVB) è una linea parzialmente a cremagliera a scartamento metrico che collega la stazione di Bex, sulla ferrovia del Sempione con Bretaye nella regione del Chiablese in Svizzera. Di fatto si tratta di due distinte ferrovie, una ad aderenza naturale e parzialmente a cremagliera tra Bex e Villars-sur-Ollon, l'altra tra Villars-sur-Ollon e il Col de Bretaye, totalmente a cremagliera con sistema Abt, che sono state fuse nel secondo dopoguerra.

## Storia

L'autorizzazione a costruire una linea ferrata tra Bex e Villars-sur-Ollon venne data il 15 ottobre 1897; poco dopo venne ceduta dai promotori alla Société des Forces Motrices de l'Avançon (FMA), costituitasi a Bex l'8 febbraio 1898. La linea venne realizzata poco per volta: tra Bex e Bévieux venne realizzata come tranvia, aperta il 9 settembre 1898; raggiunse Gryon il 3 giugno 1900 con un percorso a cremagliera e, l'anno dopo, Villars-sur-Ollon. Nel 1906 Villars venne collegata a Chesières.
La ferrovia tra Villars-sur-Ollon e Col de Bretaye venne invece concessa, il 5 ottobre del 1911, ad un'altra società, la Compagnie du Chemin de fer de Villars-Chesières à Bretaye (Chamosson) (VB), costituitasi a Villars-sur-Ollon il 16 luglio 1912; iniziò ad essere realizzata nel 1912 e venne aperta il 18 dicembre 1913.
La VB, con delibera dell'assemblea generale del 12 febbraio 1944 (con effetto retroattivo al 1º gennaio 1943), decise di confluire nella FMA. La tratta Villars - Chesières venne soppressa e sostituita da autobus a partire dal 1º ottobre 1961.
Il 25 giugno 1996 (con effetto retroattivo dal 1º gennaio) la FMA scorporò la linea ferroviaria dal resto delle sue attività, creando la Compagnie du Chemin de Fer Bex-Villars-Bretaye (BVB).
Con decision dell'assemblea dei soci del 22 giugno 1999 (con effetto retroattivo dal 1º gennaio) la BVB si fuse nella Transports Publics du Chablais che comprende anche:
- Ferrovia Aigle-Leysin (AL)
- Ferrovia Aigle-Sépey-Diablerets (ASD)
- Ferrovia Aigle-Ollon-Monthey-Champéry (AOMC)

AL, BVB e ASD condividevano sin dal 20 gennaio 1975 la direzione (l'AOMC si era aggiunta dal 1º giugno 1977).
Il servizio tranviario tra la stazione FFS di Bex e Bévieux terminò il 14 dicembre 2002, sostituito da un'autolinea tra Bex e Monthey.

## Caratteristiche
La linea, a scartamento metrico, è lunga 17 km, di cui 8,7 armati con cremagliera tipo Abt. La linea è elettrificata in corrente continua 750 V; il raggio minimo di curva è 20 metri, la pendenza massima è del 200 per mille sulla Bex-Villars e del 170 per mille sulla Villars-Bretaye. La velocità massima ammessa è 40 km/h.

## Percorso

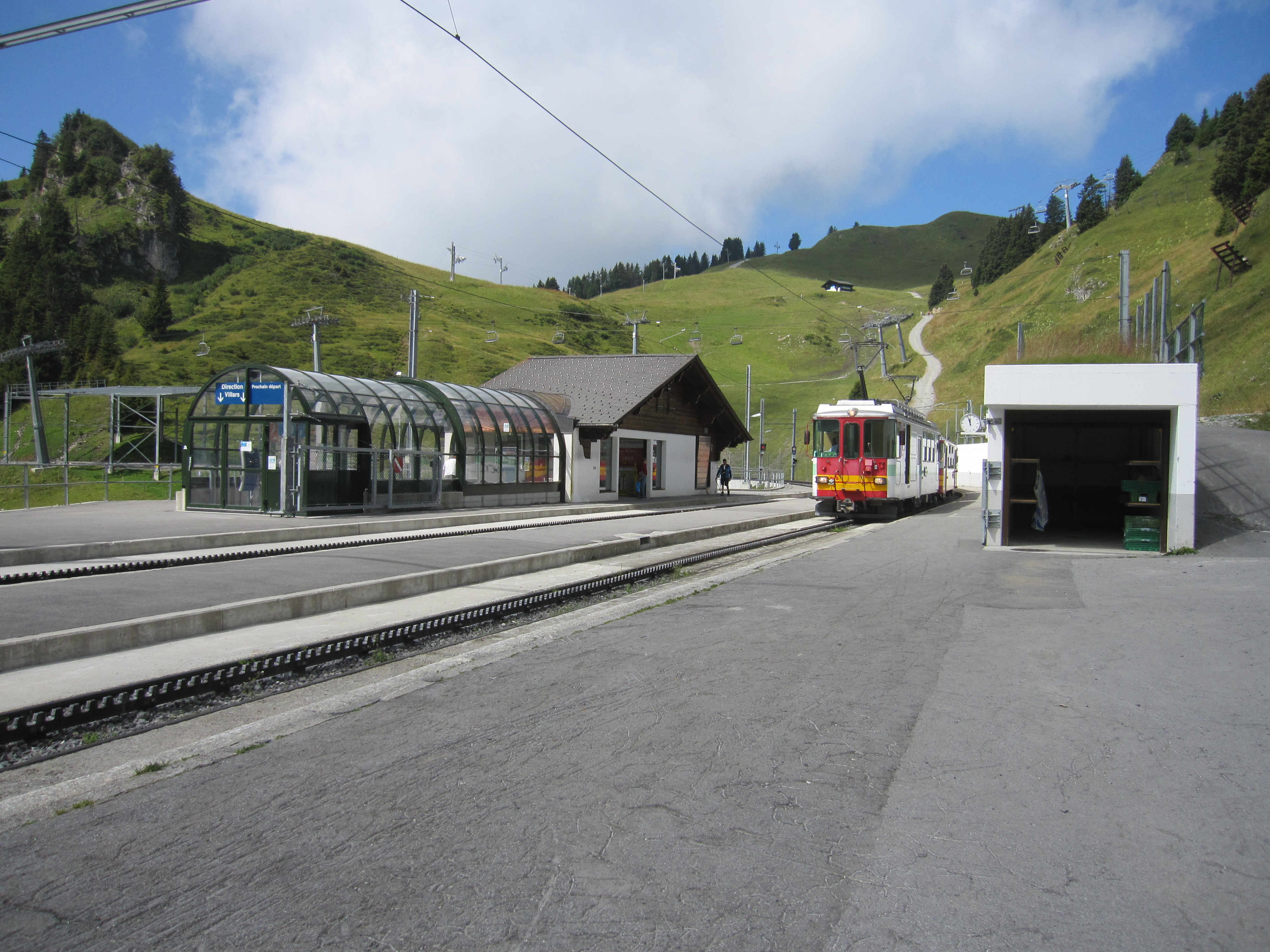
Arrivo del treno a Col de Bretaye
a 1810 m s.l.m.

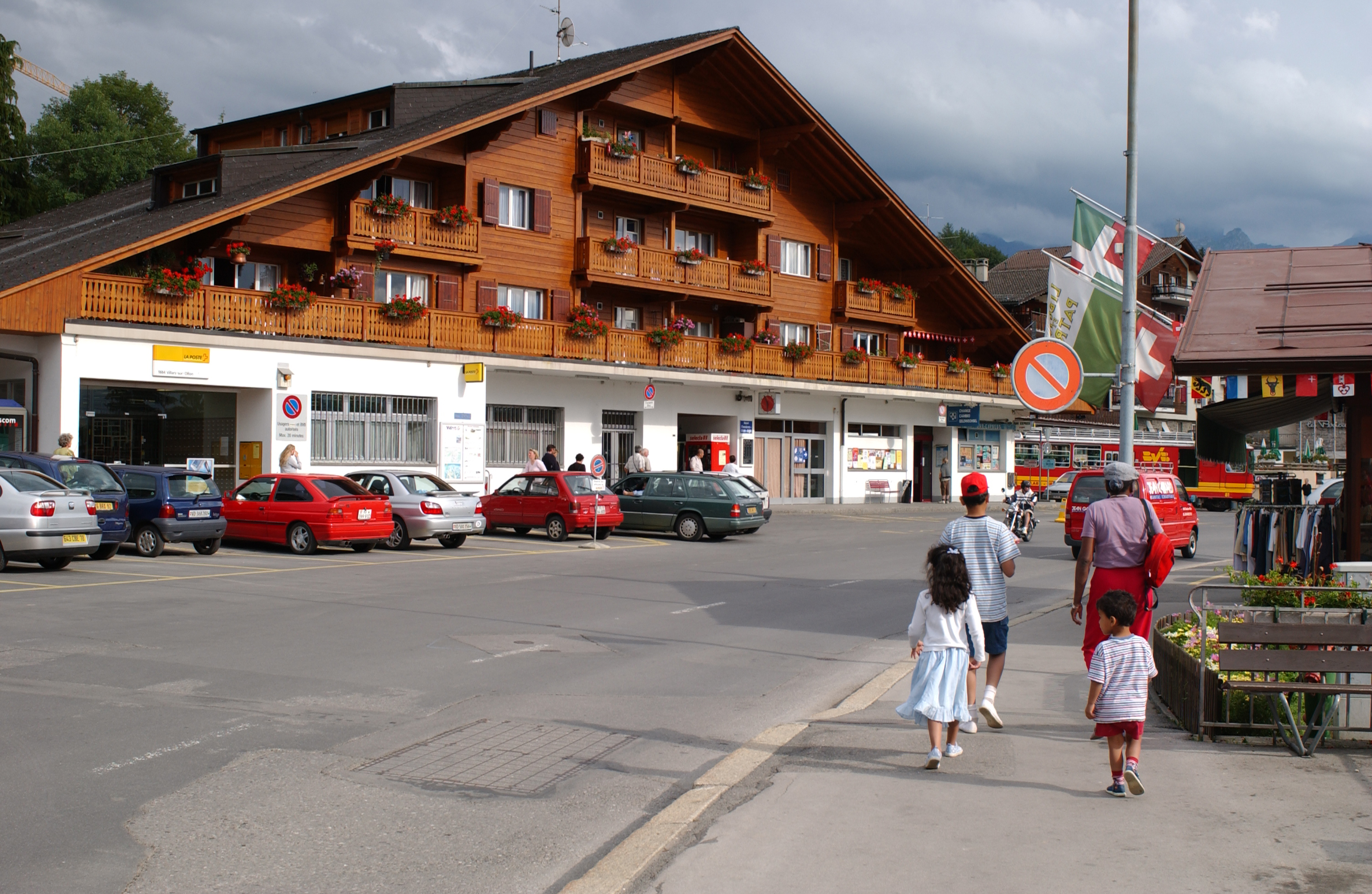
Stazione di Villars-sur-Ollon

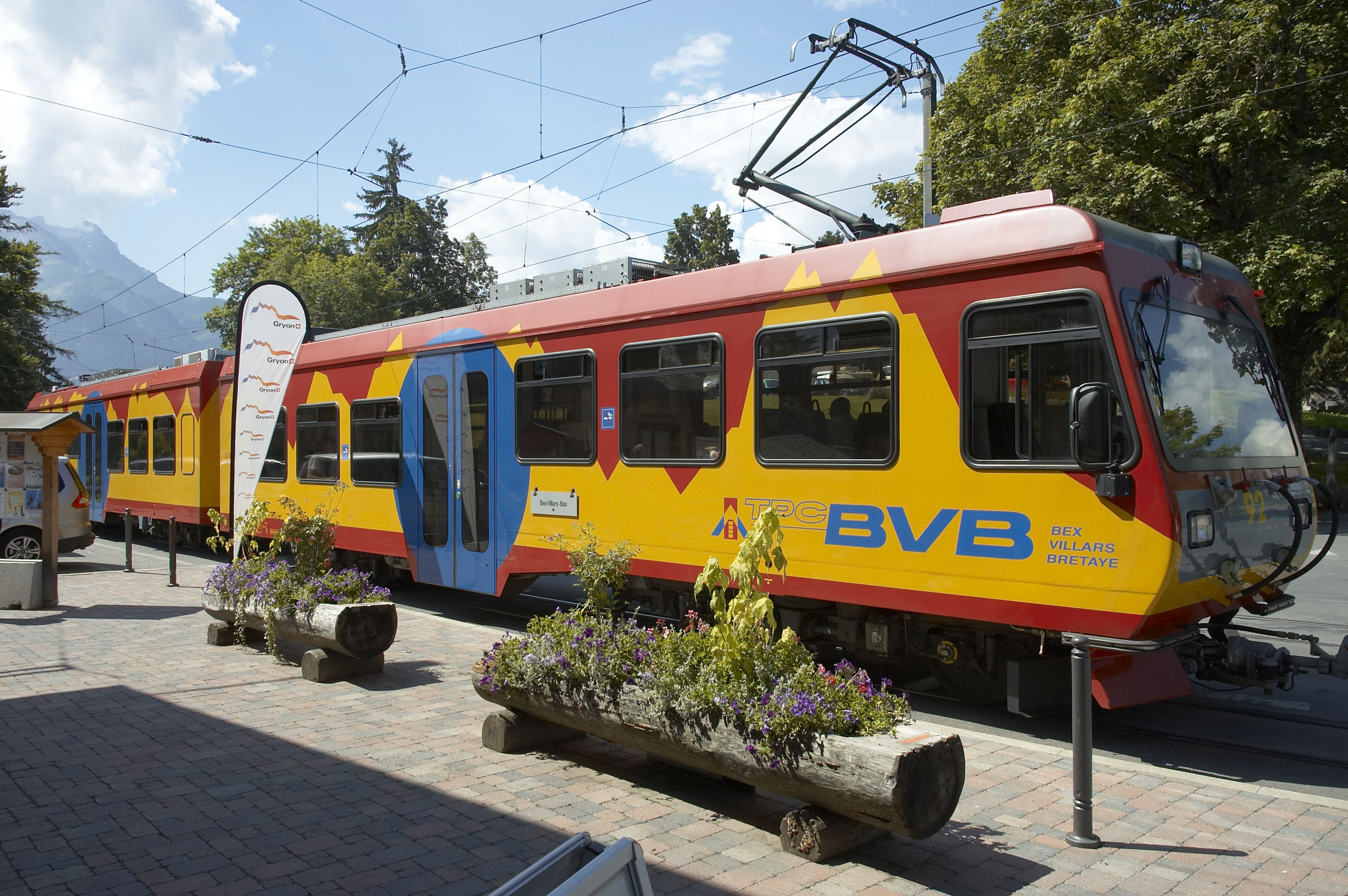
Fermata a La Barboleuse
tra Bex e Villars

| Head station |

| Stop on track |

| Stop on track |

| Stop on track |

| Stop on track |

| Straight track | Unknown route-map component "exCONTl+f" |

| End station | Unknown route-map component "KBHFxa" |

|  | Stop on track |

|  | Stop on track |

|  | Stop on track |

|  | Stop on track |

|  | Stop on track |

|  | Urban stop on track |

|  | Urban stop on track |

| Unknown route-map component "CONTr+f" | Urban stop on track |

| Station on track | Urban End station |

| One way leftward | Unknown route-map component "CONTfq" |

## Materiale rotabile
I servizi passeggeri vengono svolti con elettromotrici a cremagliera.
Sulla linea presta servizio anche un locomotore di servizio bimodale (Diesel ed elettrico) a cremagliera realizzato dalla Stadler nel 2016, uno dei tre esemplari realizzati per la TPC (serie HGem 2/2 941÷943), frutto di un'ordinazione congiunta con altre linee a scartamento ridotto elvetiche (MOB, NStCM, TPF, MVR).

### Materiale motore - prospetto di sintesi
| Tipo                   | Unità               | Anno di costruzione | Costruttore        | Note                                           |
| ---------------------- | ------------------- | ------------------- | ------------------ | ---------------------------------------------- |
| Locomotore di servizio | HGem 2/2 943        | 2016                | Stadler-ABB        |                                                |
| Locomotori elettrici   | HGe 4/4 31÷32       | 1953-64             | SIG-MFO            |                                                |
| Automotrice elettrica  | Be 2/2 9            | 1915                | SWS-MFO            | ex VBZ, in servizio dal 1958, rotabile storico |
| Automotrici elettriche | Be 2/3 15÷16        | 1948                | SWS-MFO            |                                                |
| Automotrici elettriche | BDeh 2/4 22, 24, 25 | 1940-44             | SLM-MFO            |                                                |
| Automotrici elettriche | BDeh 4/4 81÷82      | 1976-77             | SWS-SLM-SAAS       |                                                |
| Automotrice elettrica  | BDeh 4/4 83         | 1987                | ACMV-SLM-BBC       |                                                |
| Automotrici elettriche | Beh 4/8 91÷93       | 2000-01             | Bombardier-Stadler |                                                |